# ۳ واژه (ترانه)
«۳ واژه» (به انگلیسی: 3 Words) تک‌آهنگی از شریل کول، ویل.آی.ام است که در سال ۲۰۰۹ میلادی منتشر شد.
این تک‌آهنگ در چارت‌های استرالیا، ایتالیا، ایرلند، جزو ده ترانه اول قرار گرفت.